# Marcus du Sautoy

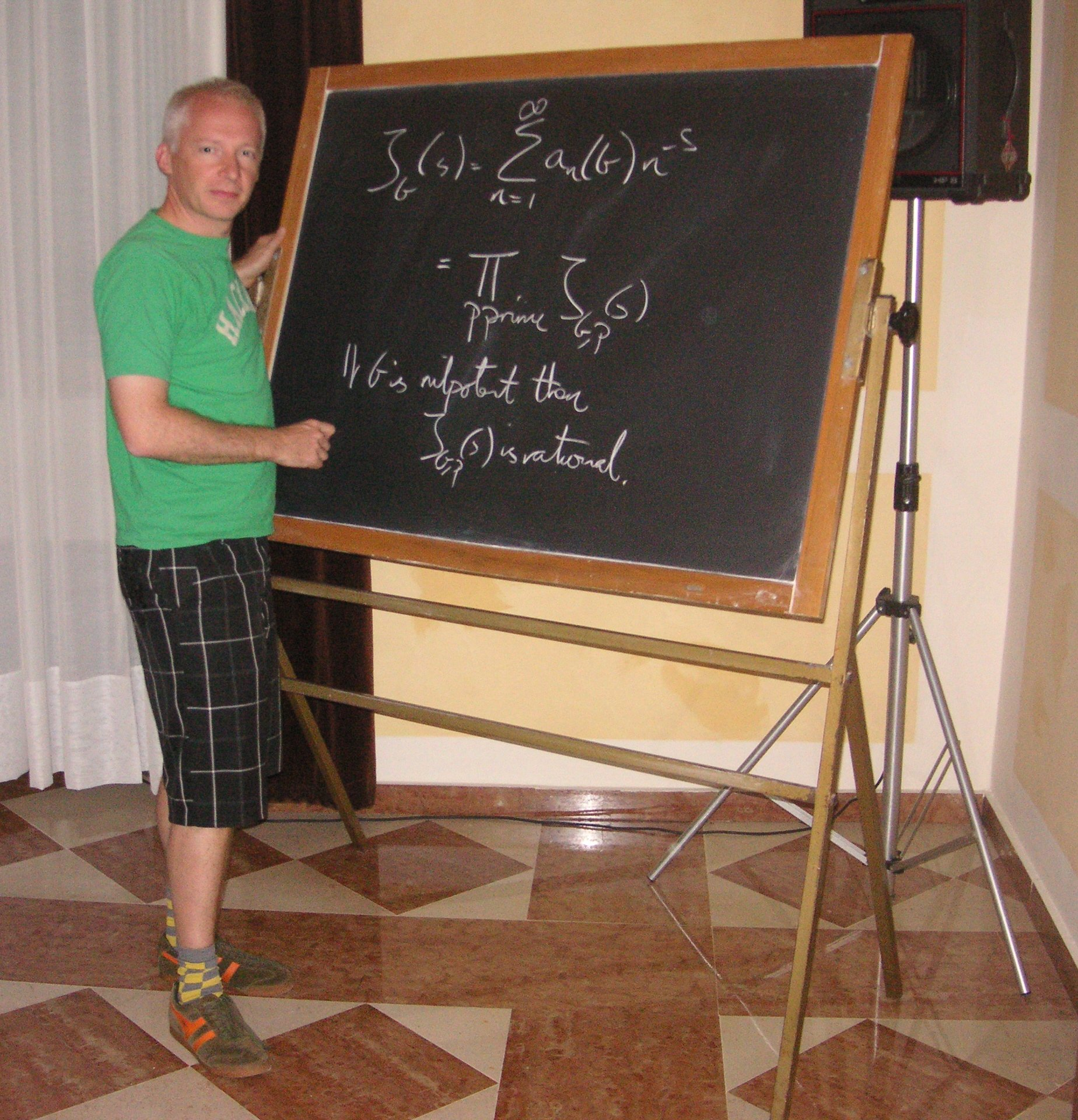
Marcus du Sautoy

Marcus Peter Francis du Sautoy (ur. 26 sierpnia 1965) – brytyjski matematyk, profesor matematyki na Uniwersytecie Oksfordzkim. Poprzednio był nauczycielem akademickim w All Souls College w Oksfordzie i Wadham College w Oksfordzie, obecnie należy do kolegium New College w Oksfodzie. Był również członkiem Royal Society. Jego praca naukowa obejmuje głównie zagadnienia teorii grup i teorii liczb. W październiku 2008 roku otrzymał profesurę na katedrze Public Understanding of Science (ufundowanej przez Charlesa Simonyi), obejmując to stanowisko po Richardzie Dawkinsie.
Du Sautoy znany jest z prac popularyzujących matematykę. Przez pismo The Independent on Sunday został nazwany jednym z czołowych brytyjskich naukowców. W 2001 roku otrzymał Nagrodę Berwicka od London Mathematical Society, przyznawaną co dwa lata najlepszej pracy matematycznej dla naukowca poniżej 40. roku życia. Du Sautoy pisze artykuły dla The Times i The Guardian, pojawił się kilkukrotnie w BBC Radio 4 i w telewizji. W BBC Four prowadził program Mind Games, jest również autorem licznych artykułów i książek traktujących o matematyce, z których najnowsza to Finding Moonshine. Jest również autorem czteroczęściowej serii dokumentalnej Historia matematyki emitowanej w Wielkiej Brytanii na kanale BBC Four, zaś w Polsce na kanale Planete. W 2006 roku wygłosił wykład sekcyjny na Międzynarodowym Kongresie Matematyków w Madrycie.
Du Sautoy wspiera również organizację Common Hope pomagającą ludziom w Gwatemali.